# ۱۲۹۵ (میلادی)
۱۲۹۵ (میلادی) هزار و دویست و نود و پنجمین سال تقویم میلادی است.

## درگذشتگان
- ؟ - حسن رماح، شیمی‌دان لبنانی (ز. ۱۲۳۹)